# Grimminge
Grimminge is een dorp in de Belgische provincie Oost-Vlaanderen en een deelgemeente van de stad Geraardsbergen, het was een zelfstandige gemeente tot aan de gemeentelijke herindeling van 1977. Grimminge ligt in de Denderstreek aan de Dender, in Zandlemig Vlaanderen. Het wapenschild, een groene tabaksplant op gouden grond, verwijst naar de rijke geschiedenis van Grimminge op gebied van tabaksteelt.

## Geschiedenis
Grimminge wordt reeds in oorkonden van de 11de eeuw (1068) vermeld. Andere schrijfwijzen waren Grimmine (1121), Grimenghem (1234), Griemeghem (1443) en later Grieminghen en Grimmingen. De naam Grimminge werd vanaf de 13de eeuw met de geschiedenis van de abdij van Beaupré verstrengeld.

## Bezienswaardigheden
- De voormalige abdij van Beaupré.
- De Onze-Lieve-Vrouwekerk.

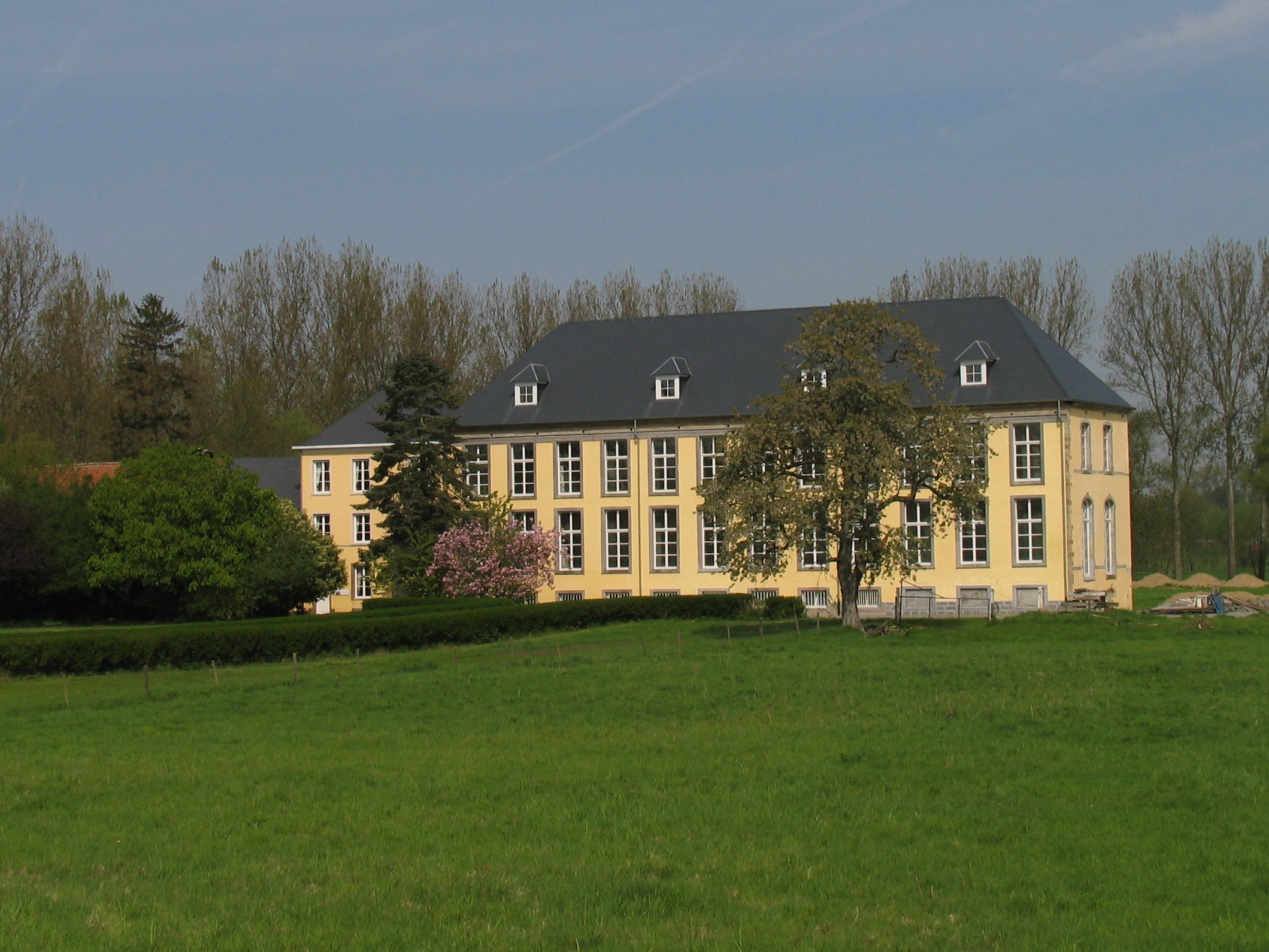
Abdij van Beaupré

- Een arduinen schandpaal op het kerkhof.
- De Onze-Lieve-Vrouw van Vreugdekapel.
- De voormalige pastorij van 1770.
- Het beeld van Orange I, de stamvader van het Belgisch trekpaard
- De Juffrouwkapel van 1860, in het Raspaillebos. Gewijd aan Sint-Apollonia. Herbouwd in 2012.

## Natuur en landschap
Grimminge ligt op een hoogte van 13-44 meter aan de Dender. Aan de Dender ligt ook het natuurgebied Gemene Meers.
Ten zuiden van de kom van Grimminge ligt het Raspaillebos. Ook het Natuur- en Milieueducatief Centrum (NMEC) De Helix is daar gehuisvest.

## Demografische ontwikkeling
- Bronnen:NIS, Opm:1831 tot en met 1970=volkstellingen; 1976 = inwoneraantal op 31 december

## Politiek

### Bekende baljuws van Grimminge
- Rogier van Landuyt (1530)
- Lieven Sierejacobs (1742)
- Pieter De Cooman (1766)
- Denijs Exterdael (1769)
- Adriaan van Damme (1770)
- Bert. van Damme (1776)

### Burgemeesters van Grimminge
- Jan de Gheyter (1730)
- Denijs Exterdael (1742)
- J.-B. Doolaeghe (1769)
- Christian Rigo (1771)
- P. de Geyter (1801)
- J. Walraevens (1808)
- Frans Rens (1812)
- Bartholomeus Prové (1819-1825)
- E.F.G. Germanes (1825)
- P. Steenhout (1837)
- E.F.G. Germanes (1848)
- P. Steenhout (1873)
- H. van Helleputte (1880)
- T. Germanes (1882)
- J. De Bruyn (1888)
- Jan Van Bever
- Pieter Vlassenbroeck
- René Van Eesbeek
- Elie De Mol (1958)

## Toerisme
Door dit dorp loopt onder meer de Denderroute zuid en Denderende steden.

## Nabijgelegen kernen
Onkerzele, Schendelbeke, Zandbergen, Waarbeke